# روبرت ماكنيل
روبرت بريكيندريدج وير ماكنيل، (بالإنجليزية:  Robert Breckenridge Ware MacNeil)‏ حاصل على «وسام الشرف الكندي»، والمشهور أحيانًا باسم روبين ماكنيل، (مولود في 19 يناير 1931 – 12 أبريل 2024) هو روائي عمل سابقًا مذيع أخبار في التلفاز علاوة على عمله صحفيًا حيث اشترك مع جيم لهرر في تقديم برنامج «تقرير ماكنيل/لهرر»، مشاركة مع جيم لهرر في عام 1975.

## وصلات خارجية
- روبرت ماكنيل على موقع IMDb (الإنجليزية)
- روبرت ماكنيل على موقع الموسوعة البريطانية (الإنجليزية)
- روبرت ماكنيل على موقع إن إن دي بي (الإنجليزية)
- روبرت ماكنيل على موقع قاعدة بيانات الفيلم (الإنجليزية)